# Емре Білгін
Емре Білгін (тур. Emre Bilgin, нар. 26 лютого 2004, Стамбул, Туреччина) — турецький футболіст, воротар клубу «Бешикташ» та молодіжної збірної Туреччини.

## Ігрова кар'єра

### Клубна
Емре Білгін є вихованцем стамбульського клуба «Бешикташ», з яким у серпні 2020 року підписав перший професійний контракт на три роки. Першу гру в основі клуба Білгін провів 19 березня 2022 року.

### Збірна
З 2018 року Емре Білгін виступає за юнацькі збірні Туреччини різних вікових категорій. 10 червня 2022 року Білгін дебютував у складі молодіжної збірної Туреччини.

## Титули
Бешикташ
 Чемпіон Туреччини: 2020/21
 Переможець Кубка Туреччини: 2020/21
 Переможець Суперкубка Туреччини: 2021